# غاري جاكوبس (كاتب سيناريو)
غاري جاكوبس (بالإنجليزية: Gary Jacobs)‏ هو كاتب سيناريو أمريكي، ولد في 1952.

## وصلات خارجية
- غاري جاكوبس على موقع IMDb (الإنجليزية)